# Clayton Custer
Clayton Custer (Kansas City, Kansas, 28 de junio de 1995) es un exbaloncestista estadounidense, que actualmente ejerce como entrenador asistente de los Oklahoma Sooners de la División I de la NCAA. Con 1,85 metros de estatura, jugaba en la posición de base.

## Trayectoria deportiva

### Universidad
Jugó una temporada con los Cyclones de la Universidad Estatal de Iowa, en la que promedió 1,1 puntos por partido, tras la cual decidió ser transferido a los Ramblers de la Universidad Loyola Chicago. Allí jugó tres temporadas más, en las que promedió 12,0 puntos, 3,3 asistencias, 2,2 rebotes y 1,2 robos de balón por partido.
En 2018 fue elegido Jugador del Año de la Missouri Valley Conference, y galardonado con el Premio Lou Henson que distingue al mejor jugador de las universidades mid-majors.

### Profesional
Tras no ser elegido en el Draft de la NBA de 2019, el 22 de julio firmó su primer contrato profesional con el WKS Śląsk Wrocław de la PLK polaca.